# Hugo Josephson
Hugo Reinhold Johan Oscar Josephson, född 25 februari 1877 i Göteborg, död 1967, var en svensk målare.
Han var son till köpmannen Carl Johan Josephson och Britta Maria Börjesson. Han studerade runt sekelskiftet konst för Ida Törnström  och fortsatte därefter för Georg och Hanna Pauli vid Valands målarskola i Göteborg. Han medverkade i ett antal mindre konstutställningar på bland annat Marstrand. Hans konst består av stilleben, stadsmotiv, landskap från skärgården, mariner med fiskebåtar.